# 除子
除子是代数几何中的一个重要概念。在黎曼曲面{\displaystyle X}上，它可以简单的定义为{\displaystyle X}上的点的（整係數）形式線性組合，{\displaystyle D=\sum _{}^{}n_{p}p}。更一般地說，对于代数閉體上的非奇异代数簇，它可以定义为餘维度为一的子簇的（整係數）形式線性組合，也可以定义为层{\displaystyle K_{X}^{*}/O_{X}^{*}}的一个整体截面。在满足一定条件的（可以是奇异的）代数簇上，这两种定义分别推广成Weil除子和Cartier除子。

## 黎曼曲面上的除子
在黎曼曲面{\displaystyle X}上，它可以简单的定义为{\displaystyle X}上的点的（整係數）形式線性組合，{\displaystyle D=\sum _{}^{}n_{p}p}，其中{\displaystyle p}是{\displaystyle X}上的点。型如{\displaystyle p}的除子被称为素除子。一般的除子都是素除子的线性组合。{\displaystyle X}上的全部除子构成一个交换群，记作{\displaystyle {\text{Div}}(X)}。
对于{\displaystyle X}上的非零亚纯函数{\displaystyle f}，我们可以定义{\displaystyle f}的除子
{\displaystyle {\text{div}}(f)=\sum _{p}^{}v_{p}(f)p}，
其中{\displaystyle v_{p}(f)}是{\displaystyle f}在{\displaystyle p}点零点的阶（非零点的阶为零，极点的阶按负值计）。型如{\displaystyle {\text{div}}f}的除子叫做主除子。主除子构成的子群记作{\displaystyle {\text{Prin(X)}}}。除子类群定义作{\displaystyle {\text{Cl}}(X)={\text{Div}}(X)/{\text{Prin(X)}}}。对于紧黎曼面，这是一个有限生成的交换群，它是紧黎曼面{\displaystyle X}的一个重要不变量。
从层论的观点看，除子是一个局部的概念，对于{\displaystyle X}上任意的除子{\displaystyle D=\sum _{}^{}n_{p}p}，和{\displaystyle X}的开集{\displaystyle U}，可以定义{\displaystyle D}在{\displaystyle U}上的限制{\displaystyle D|_{U}=\sum _{p\in U}^{}n_{p}p}。函子{\displaystyle U\mapsto {\text{Div}}(U)}是{\displaystyle X}上的层。
给定{\displaystyle X}上任何一个除子{\displaystyle D}，局部上{\displaystyle D}都可以被写作一个函数对应的主除子。精确地说，一定存在{\displaystyle X}的一组开覆盖{{\displaystyle U_{i}}}以及每个{\displaystyle U_{i}}上的函数{\displaystyle f_{i}}，使得{\displaystyle D|_{U_{i}}={\text{div}}(f_{i})}。一般说来，在{\displaystyle U_{i}}和{\displaystyle U_{j}}的交集上，{\displaystyle f_{i}}和{\displaystyle f_{j}}的限制未必相等，但易见在{\displaystyle U_{ij}}上，存在一个处处非零的全纯函数{\displaystyle h}，使得{\displaystyle f_{i}h=f_{j}}。另外，{\displaystyle f_{i}}的选取不是唯一的，因为我们总可以用一个处处非零的全纯函数{\displaystyle h}来修正它。反过来，任意一组这样的数据{\displaystyle \{(U_{i},f_{i})\}}，都给出了{\displaystyle X}上的一个除子。
以上论证表明，黎曼曲面上的任意一个除子{\displaystyle D}，都唯一地对应于层{\displaystyle K_{X}^{*}/O_{X}^{*}}的一个整体截面。这是Cartier对于除子的观点。
从Cartier的观点出发，不难构造除子{\displaystyle D}所对应的可逆层{\displaystyle {\mathcal {O}}_{X}(D)}：取{\displaystyle X}的一组开覆盖{{\displaystyle U_{i}}}，以及每个{\displaystyle U_{i}}上的函数{\displaystyle f_{i}}，使得{\displaystyle D|_{U_{i}}={\text{div}}(f_{i})}。取{\displaystyle U_{i}}上的平凡层{\displaystyle {\mathcal {O}}_{U_{i}}}，在交集{\displaystyle U_{ij}=U_{i}\cap U_{j}}上，如前所述{\displaystyle {\dfrac {f_{j}}{f_{i}}}}是{\displaystyle U_{ij}}上的一个可逆函数，从而它定义了{\displaystyle U_{ij}}上平凡层的一个自同构。把这一同构视作粘合映射{\displaystyle {\mathcal {O}}_{U_{i}}|_{U_{ij}}\cong {\mathcal {O}}_{U_{j}}|_{U_{ij}}}，不难验证这一族粘合映射满足cocycle条件，从而他们给出了{\displaystyle X}上的一个可逆层。
反过来，对于黎曼曲面，每个可逆层都来自于一个除子。事实上，若{\displaystyle {\mathcal {L}}}是可逆层，令{\displaystyle D}为任意一个亚纯截面的除子，则{\displaystyle {\mathcal {L}}\cong {\mathcal {O}}_{X}(D)}。
易见主除子对应的可逆层同构于平凡层。两个除子之和对应的可逆层是原来两个除子对应之可逆层的张量积。若两个除子之差为一主除子，则他们定义的线丛是同构的。
从线丛的观点看，若两个除子之差为一主除子，我们可以把它们视作等价。上面定义的映射{\displaystyle [D]\mapsto {\mathcal {O}}_{X}(D)}给出了它与{\displaystyle {\text{Pic}}(X)}的一个同构。这里{\displaystyle {\text{Pic}}(X)}是可逆层的同构类在张量积下构成的交换群。
任意一个除子{\displaystyle D=\sum _{}^{}n_{p}p}，我们可以定义{\displaystyle D}的次数{\displaystyle {\text{deg}}D=\sum _{}^{}n_{p}}。根据定义，这一定是一个有限和。对于紧黎曼面，主除子的次数总为零。由此可见，除子的次数只依赖于它在Picard群中的像。

## Weil除子
若 X 是一不可约（irreducible），既约（reduced）的局部诺特概形（locally noetherian scheme）。其上一素韦伊除子（prime Weil divisor）是指一个余维数为一的不可约且既约的子概形。X 上的一个韦伊除子是素韦伊除子的有限形式和。

## Cartier除子
假设 X 为一不可约且既约的诺特概形。则 X 上的非零有理函数的芽关于乘法构成了一个阿贝尔群层，记为 {\displaystyle {\mathcal {M}}_{X}^{\ast }}。 它是一个常数层，且包含所有非零正则函数的芽层 {\displaystyle {\mathcal {O}}_{X}^{\ast }} 为子层。按定义，X 上的一个卡蒂亚除子（Cartier divisor）为商层 {\displaystyle {\mathcal {M}}_{X}^{\ast }/{\mathcal {O}}_{X}^{\ast }} 的一个整体截面。